# Pteromalus doumeti
Pteromalus doumeti är en stekelart som beskrevs av Leon Fairmaire 1879. Pteromalus doumeti ingår i släktet Pteromalus och familjen puppglanssteklar.
Artens utbredningsområde är Tunisien. Inga underarter finns listade i Catalogue of Life.